# 李榮基
李榮基（1975年—），是一名香港Lesport樂視體育之足球評述員，正職為中學教師，於港島南區香港仔浸信會呂明才書院任教世界歷史科，早年畢業於香港中文大學歷史系。他憑參加有線電視舉辦的足球評述員大賽而晉身評述員行列，主要評述及德甲賽事，當中又常與劉舜文或馮嘉奇合作評述德甲賽事，他和劉舜文被認為是德甲評述的黃金組合。2007年離開有線電視，轉投NOW寬頻電視旗下，曾評述歐洲國家盃、美洲國家盃及法甲賽事，現主力評述英超賽事及部分西甲賽事，主持英超世界節目，並在太陽報及now.com 體育網 撰寫球評。由於在2014年5月4日評述愛華頓對曼城的賽事時妙語連珠，也分享了「迪路菲奧，爆佢」，及著名學說《同市光榮論》、《醫護人員拖時間論》，榮獲收錄於香港網絡大典。評述賽事後李榮基被指是利物浦球迷，但其實李榮基是諾定咸森林球迷，並多次表示自己不是利物浦球迷，所謂「妙語連珠」只是從評述賽事角度出發。基於擁有評述足球的經驗, 李榮基亦有為部分廣告及電影擔任配音工作。後於2016年6月轉投樂視體育主力評述英超賽事。

## 特別事件

### 2014年：「李榮基之亂」
李榮基在2014年在nowTV主力評述英超賽事，其中在「利物浦對車路士」及「愛華頓對曼城」兩場賽事中的表現甚為觀眾注意，尤其是後者。在利物浦對車路士的賽事中，當時利物浦取得一分便能得到奪英超之主導權。因此，當時在謝拉特滑倒而令丹巴巴亞先開紀錄後，車路士一直在比賽中拉布以消磨時間。當時門將施治在禁區內的生球選擇慢開，李榮基卻表示該行為可判罰黃牌，但事實上施治並未違反拖時間規例。事件令部份球迷及網民質疑其專業性。連串2014年事件因此被網民戲稱為「李榮基之亂」，惟李榮基已多次公開承認自己是諾定咸森林球迷。

#### 同市光榮論
其後，在愛華頓對曼城一戰中，賽前形勢為若曼城在賽事失分，利物浦便能重新奪回主導權。當時負責評述賽事的李榮基在開賽初段便發表「同市光榮論」，指出英超成立至今，只曾由曼徹斯特及倫敦的球會奪得（實為錯，因1995年的布力般流浪便是代表布力般市奪得英超冠軍）。因此認為身為馬西塞特郡的愛華頓應當有更大動力爭勝，助同市的利物浦奪冠，亦會令馬西塞特郡感到光榮，此為「同市光榮論」。

#### 迪路菲奧，爆佢
在同一場賽事中，當時評述非常具激情的李榮基，繼續以希望愛華頓在比賽中爭取追和之角度評述。在下半場中段，愛華頓球員在右路組織攻勢，球員迪路菲奧便多次在右路發難，此時李榮基便說出「迪路菲奧，爆佢」，相當肉緊，其激烈評述亦為網民所熱議。

#### 醫護人員拖時間論
同是愛華頓對曼城之賽事，戰至下半場78分鐘，曼城前鋒迪施高在參與攻勢後倒地，但醫護人員卻一直未有任何表示，李榮基對此作出指責，並質疑球證並未作出妥善安排。其後更以「一分鐘、兩分鐘」等數出迪施高共拖延的時間，及不斷重覆「咁點呢 咁點呢」以表示其對比賽未能重啟而焦急。最後迪施高被球證判罰黃牌，但他成功為曼城拖下多達五分鐘的時間，令李榮基相當不滿並抗議醫護人員間接協助迪施高拖時間。

#### 禁區聖旨論
在這場賽事的末段，當愛華頓前鋒迪路菲奧在禁區突破，李榮基便說出「入了禁區便等於拿了聖旨，你不敢動他」之理論。

### 2015年：Aftermath
2015年李榮基接受雜誌訪問，澄清自己喜歡的英格蘭球隊是諾定咸森林，自己不是利物浦球迷,而是拜仁慕尼黑球迷。並解釋「迪路菲奧，爆佢」以及禁區聖旨論只源於評述足球所表現的激情，唯大多網民都不太相信，指連自己喜歡哪隊球隊都不敢承認，可見李榮基為人相當無恥。